# Lefaux
Lefaux est une commune française située dans le département du Pas-de-Calais en région Hauts-de-France. Ses habitants sont appelés les Lefausiens. La commune est membre de la communauté d'agglomération des Deux Baies en Montreuillois.

## Géographie

### Localisation
Localisée dans le sud-ouest du département du Pas-de-Calais, Lefaux est une commune limitrophe, au sud, de la commune d'Étaples (aire d'attraction et bureau centralisateur du canton) et située, par la route, à 10 km de la station balnéaire du Touquet-Paris-Plage et à 16 km de Montreuil-sur-Mer (chef-lieu d'arrondissement).
Le territoire de la commune est limitrophe de ceux de quatre communes.
Les communes limitrophes sont  Camiers, Frencq, Widehem et Étaples.

### Géologie et relief
La superficie de la commune est de 8,25 km2 ; son altitude varie de 23  à   152 m.

### Hydrographie
La commune est située dans le bassin Artois-Picardie. Elle n'est drainée par aucun cours d'eau,.

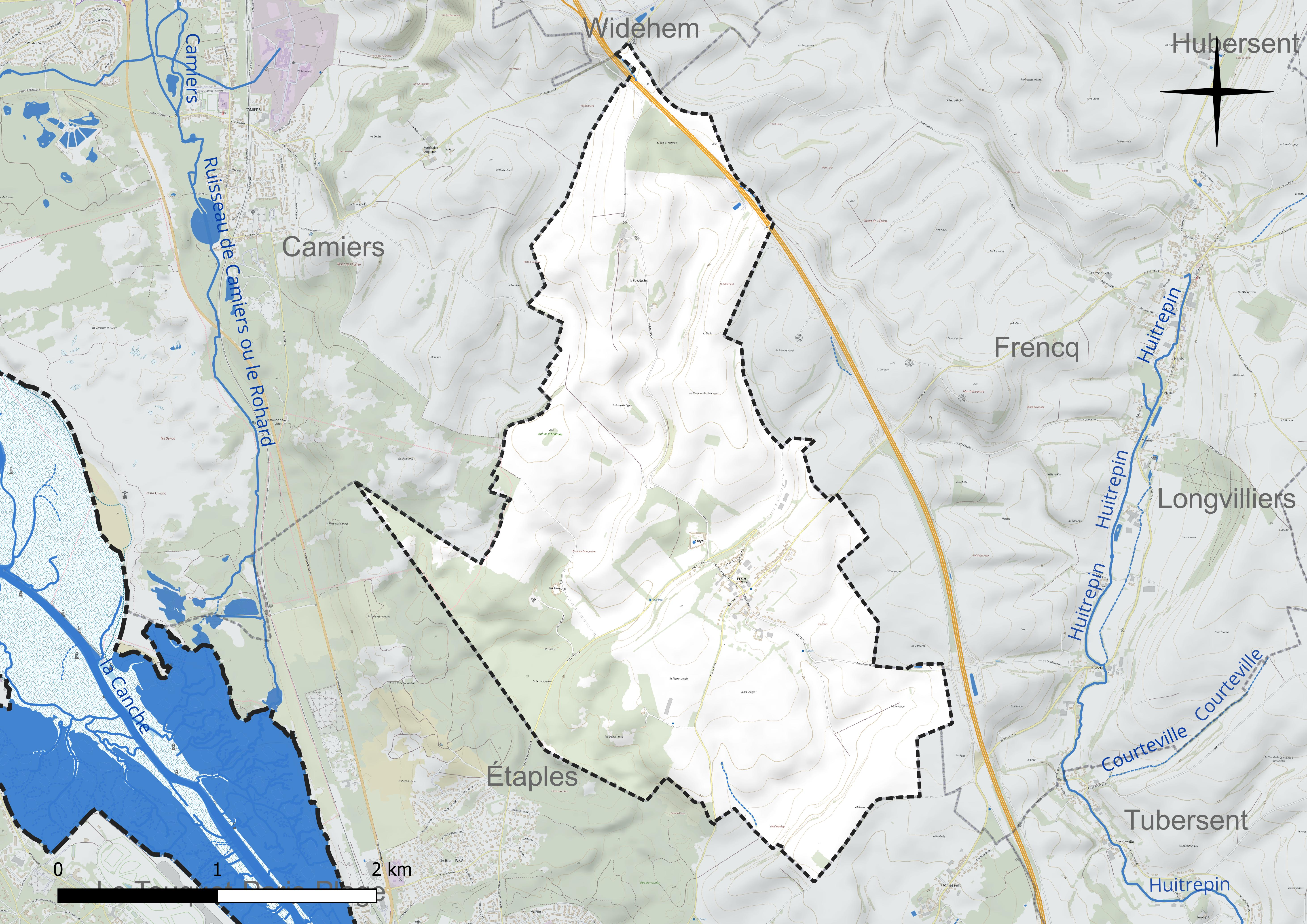
Réseau hydrographique de Lefaux.

### Climat
Pour des articles plus généraux, voir Climat des Hauts-de-France et Climat du Pas-de-Calais.
En 2010, le climat de la commune est de type climat océanique franc, selon une étude du CNRS s'appuyant sur une série de données couvrant la période 1971-2000. En 2020, Météo-France publie une typologie des climats de la France métropolitaine dans laquelle la commune est exposée à un climat océanique et est dans la région climatique Côtes de la Manche orientale, caractérisée par un faible ensoleillement (1 550 h/an) ; forte humidité de l'air (plus de 20 h/jour avec humidité relative > 80 % en hiver), vents forts fréquents.
Pour la période 1971-2000, la température annuelle moyenne est de 10,3 °C, avec une amplitude thermique annuelle de 12,7 °C. Le cumul annuel moyen de précipitations est de 822 mm, avec 13 jours de précipitations en janvier et 8,6 jours en juillet. Pour la période 1991-2020, la température moyenne annuelle observée sur la station météorologique la plus proche, située sur la commune du Touquet-Paris-Plage à 5 km à vol d'oiseau, est de 11,2 °C et le cumul annuel moyen de précipitations est de 888,8 mm,. Pour l'avenir, les paramètres climatiques de la commune estimés pour 2050 selon différents scénarios d'émission de gaz à effet de serre sont consultables sur un site dédié publié par Météo-France en novembre 2022.
| Mois                                  | jan.             | fév.             | mars            | avril           | mai             | juin            | jui.          | août           | sep.           | oct.          | nov.            | déc.             | année      |
| ------------------------------------- | ---------------- | ---------------- | --------------- | --------------- | --------------- | --------------- | ------------- | -------------- | -------------- | ------------- | --------------- | ---------------- | ---------- |
| Température minimale moyenne (°C)     | 2,6              | 2,4              | 4               | 5,6             | 8,7             | 11,6            | 13,8          | 14             | 11,6           | 9             | 5,6             | 3,1              | 7,7        |
| Température moyenne (°C)              | 5,1              | 5,3              | 7,5             | 9,9             | 13              | 15,6            | 17,6          | 18             | 15,6           | 12,4          | 8,4             | 5,7              | 11,2       |
| Température maximale moyenne (°C)     | 7,6              | 8,2              | 10,9            | 14,1            | 17,2            | 19,7            | 21,4          | 21,9           | 19,5           | 15,8          | 11,3            | 8,2              | 14,7       |
| Record de froid (°C) date du record   | −19,1 08.01.1985 | −18,2 21.02.1956 | −8,9 03.03.1965 | −4,5 09.04.1968 | −2,2 03.05.1981 | −0,4 01.06.1975 | 4 01.07.1951  | 3,9 01.08.1976 | 1,8 23.09.1979 | −3,8 28.10.03 | −8,6 15.11.1983 | −11,6 29.12.1996 | −19,1 1985 |
| Record de chaleur (°C) date du record | 16,7 01.01.22    | 19,3 24.02.21    | 23,2 31.03.21   | 25,5 22.04.11   | 31,4 27.05.05   | 34,6 21.06.17   | 39,9 19.07.22 | 36,4 11.08.03  | 32,8 10.09.23  | 27,1 01.10.11 | 19,8 07.11.15   | 16,4 31.12.22    | 39,9 2022  |
| Ensoleillement (h)                    | 618              | 784              | 1 328           | 1 896           | 2 098           | 2 204           | 2 251         | 2 051          | 1 612          | 1 106         | 627             | 525              | 1 710      |
| Précipitations (mm)                   | 76,8             | 61,7             | 54,2            | 50,2            | 59              | 55,9            | 58,8          | 73             | 76,8           | 101,3         | 114,2           | 106,9            | 888,8      |

### Paysages
La commune est située à la jonction de deux paysages tel que défini dans l'atlas des paysages de la région Nord-Pas-de-Calais, conçu par la direction régionale de l'Environnement, de l'Aménagement et du Logement (DREAL),.
- le « paysage montreuillois », qui concerne 98 communes, se délimite : à l'Ouest par des falaises qui, avec le recul de la mer, ont donné naissance aux bas-champs ourlées de dunes ; au Nord par la boutonnière du Boulonnais ; au sud par le vaste plateau formé par la vallée de l'Authie, et à l'Est par les paysages du Ternois et de Haut-Artois. Ce paysage régional, avec, dans son axe central, la vallée de la Canche et ses nombreux affluents comme la Course, la Créquoise, la Planquette…, offre une alternance de vallées et de plateaux, appelée « ondulations montreuilloises ». Dans ce paysage, et plus particulièrement sur les plateaux, on cultive la betterave sucrière, le blé et le maïs, et les plateaux entre la Ternoise et la Créquoise sont couverts de vastes massifs forestiers comme la forêt d'Hesdin, les bois de Fressin, Sains-lès-Fressin, Créquy…[12] ;
- le « paysage des dunes et estuaires d'Opale », qui concerne 23 communes, s'étend le long de la côte sur environ 30 kilomètres, de la baie d'Authie à Équihen-Plage, et sur deux à quatre kilomètres de large. Les paysages des dunes et des estuaires cèdent la place aux abrupts des falaises, au niveau d'Equihen-Plage. Les dunes littorales se sont constituées récemment, depuis le Moyen Âge, et ont envahi le relief intérieur en constituant des dunes plaquées sur les falaises fossiles, spécificité locale. Les résurgences de sources au pied de ces falaises proviennent de la nappe de la craie et sont à l'origine de nombreux ruisseaux et zones humides dans les Bas-Champs, surtout visibles entre Étaples et Rang-du-Fliers.

Ce paysage des dunes et estuaires d'Opale est constitué : d'un peu plus de 40 % de dunes et de plages, dont 28 % d'espaces dunaires, dont certains sont boisés comme à Hardelot-Plage et au Touquet-Paris-Plage ; de 22 et 25 % au niveau de la baie d'Authie et des Bas Champs, Bas Champs majoritairement en prairies ; de 20 % par les communes et d'un peu plus de 5 % par les cours d'eau et les marais arrière-littoraux, entre Merlimont et Rang-du-Fliers, comme le marais de Balançon défini réseau Natura 2000.

### Milieux naturels et biodiversité
Entourée de terres agricoles et de prairies, la commune conserve d'importantes zones boisées à l'état naturel, baignées par la lumière changeante typique de la région, elles font le bonheur des peintres et des randonneurs.

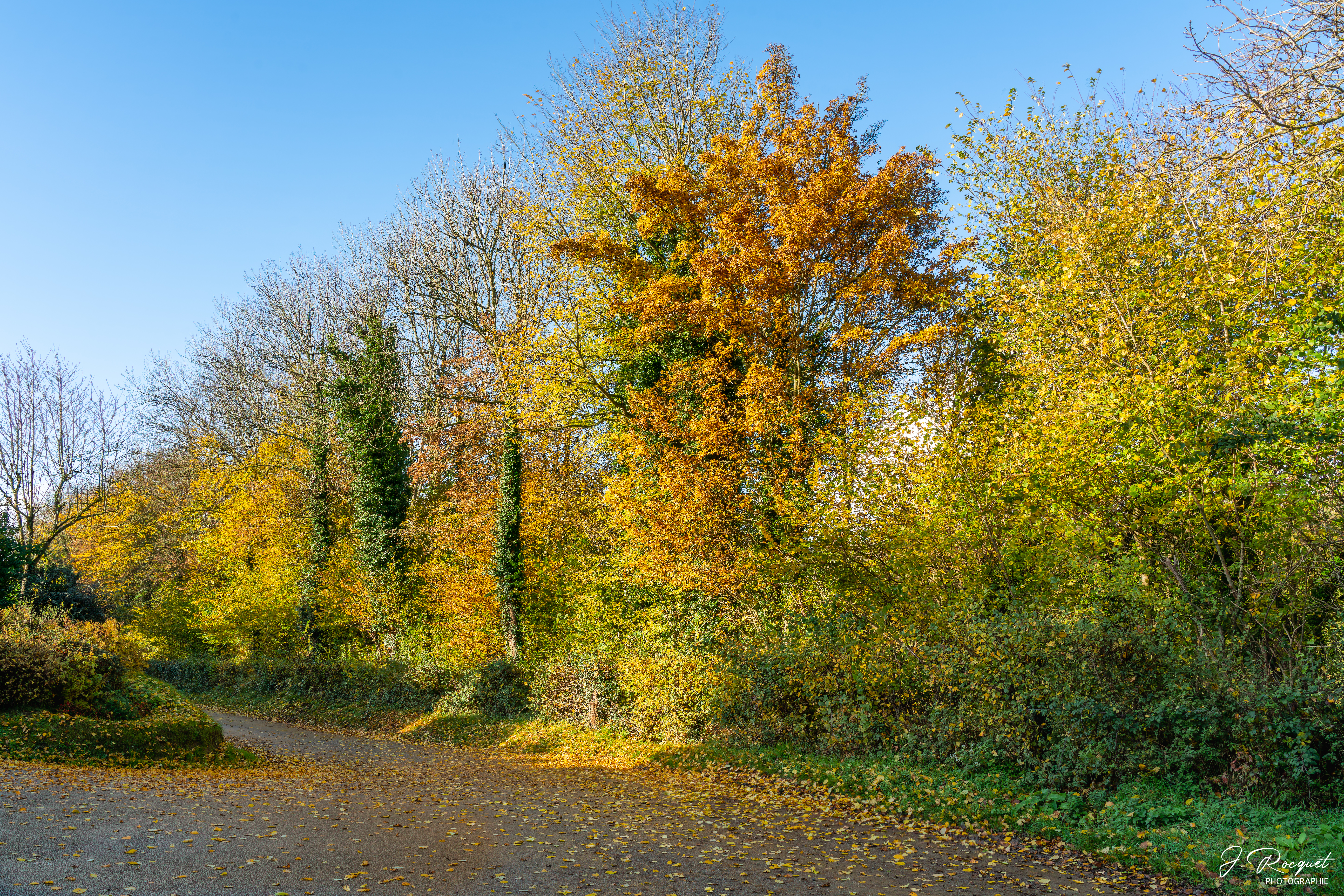
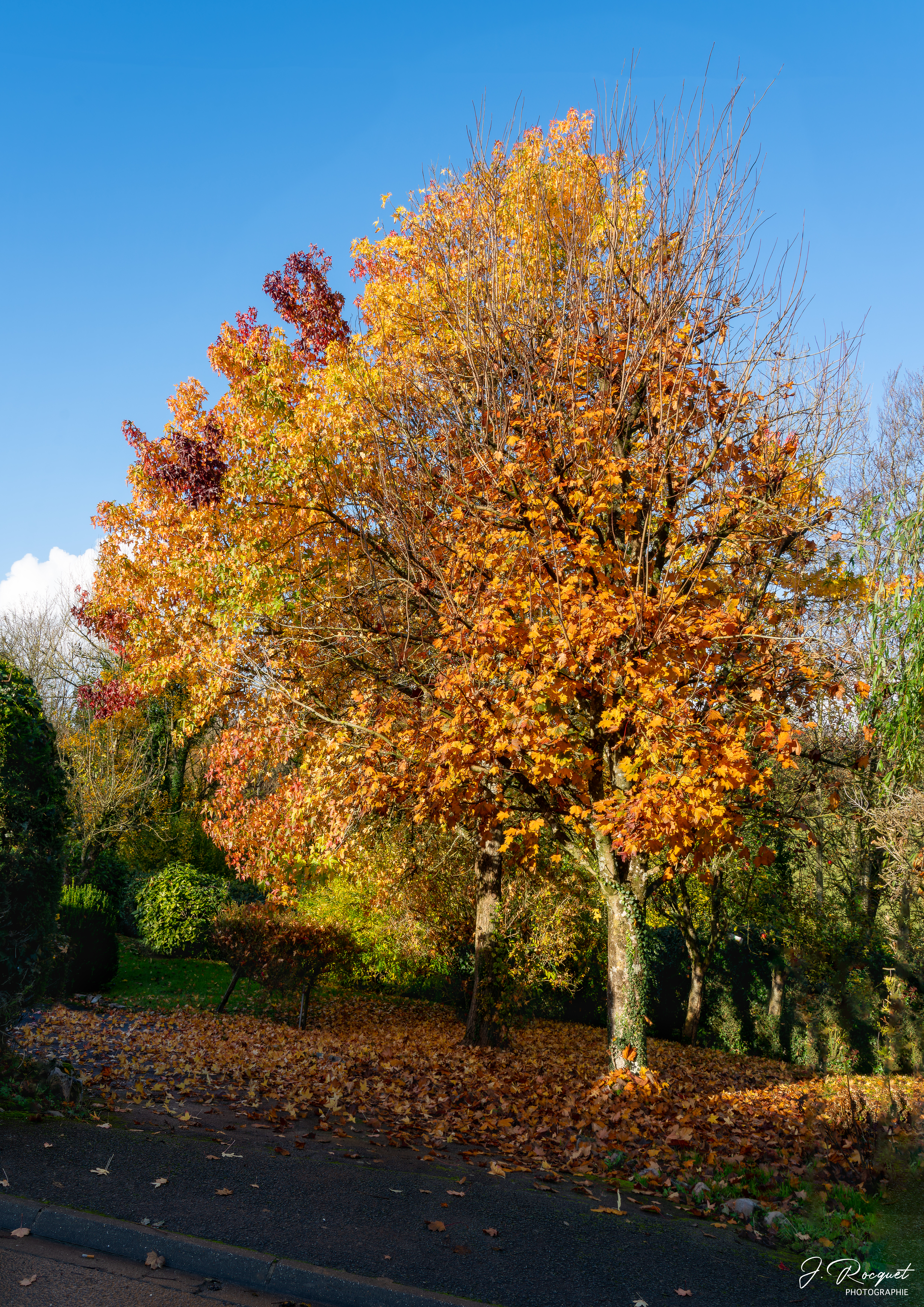

#### Espaces protégés et gérés
La protection réglementaire est le mode d'intervention le plus fort pour préserver des espaces naturels remarquables et leur biodiversité associée.
Dans ce cadre, on trouve sur le territoire de la commune :
- les garennes de Lornel, d'une superficie de 529,52 ha, terrain acquis par le Conservatoire du littoral[15].
- la baie de Canche, d'une superficie de 507,426 ha, réserve naturelle nationale gérée par le syndicat Eden 62[16].

#### Zone naturelle d'intérêt écologique, faunistique et floristique
L'inventaire des zones naturelles d'intérêt écologique, faunistique et floristique (ZNIEFF) a pour objectif de réaliser une couverture des zones les plus intéressantes sur le plan écologique, essentiellement dans la perspective d'améliorer la connaissance du patrimoine naturel national et de fournir aux différents décideurs un outil d'aide à la prise en compte de l'environnement dans l'aménagement du territoire.
Le territoire communal comprend une ZNIEFF de type 1 : les dunes de camiers et la baie de Canche, zone de type 1, d'une superficie de 2 706 ha, altitude de 0  à   113 m 50° 32′ 44″ N, 1° 36′ 00″ E. Ce site, d'intérêt patrimonial de niveau européen, a une partie classée en réserve naturelle nationale. Il est constitué de dunes médiévales et contemporaines récentes et de dunes plus anciennes plaquées sur les falaises de craies fossiles de la branche méridionale de l'anticlinal de l'Artois. Par ailleurs, l'estuaire de la Canche est le seul estuaire de type picard ayant conservé en rive nord son musoir.

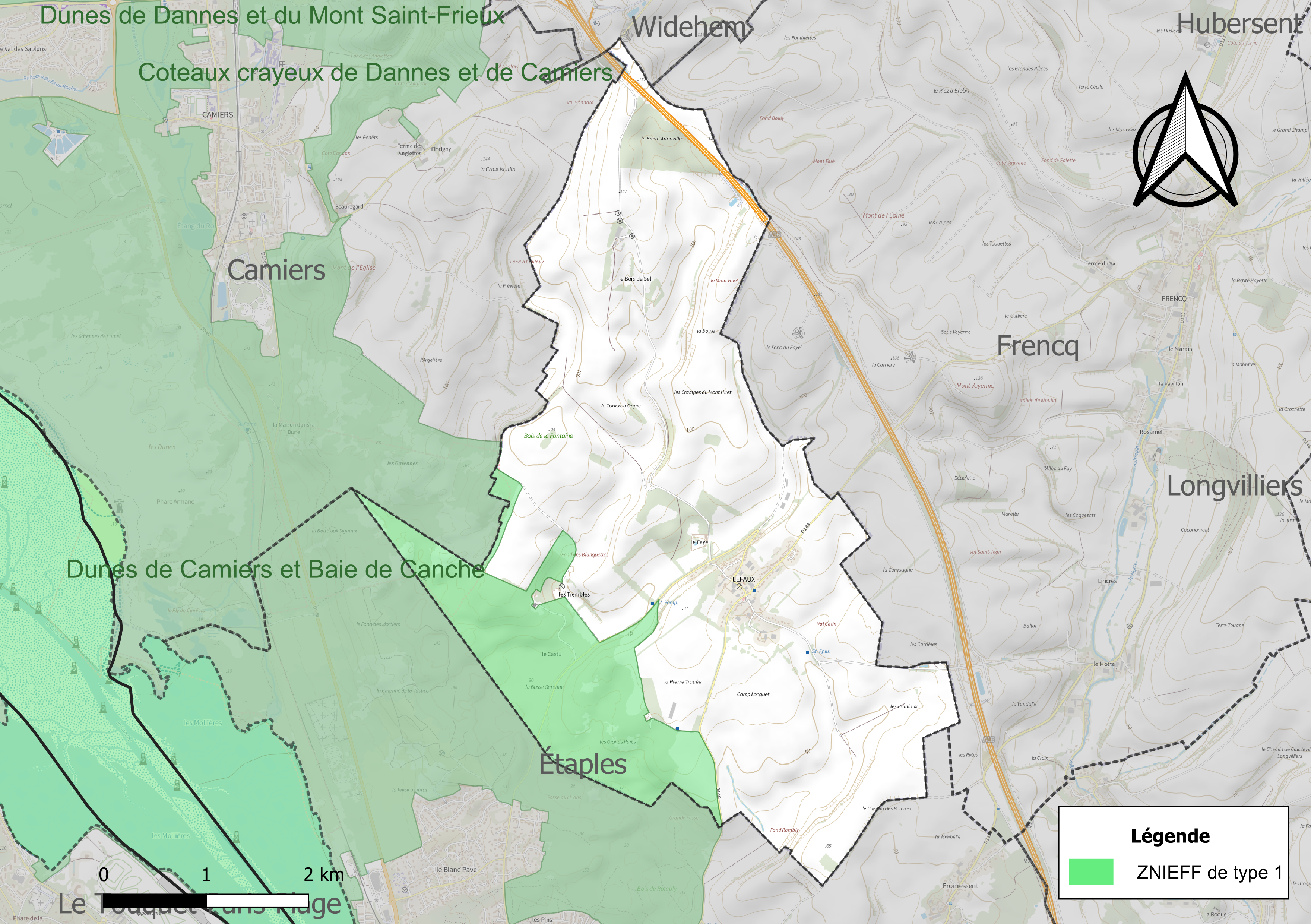
Carte de la ZNIEFF sur la commune.

#### Sites Natura 2000
Le réseau Natura 2000 est un réseau écologique européen de sites naturels d'intérêt écologique élaboré à partir des directives « habitats » et « oiseaux ». Ce réseau est constitué de zones spéciales de conservation (ZSC) et de zones de protection spéciale (ZPS). Dans les zones de ce réseau, les États Membres s'engagent à maintenir dans un état de conservation favorable les types d'habitats et d'espèces concernés, par le biais de mesures réglementaires, administratives ou contractuelles.
Sur la commune, un site Natura 2000 de type B est défini en site d'importance communautaire (SIC) : l'estuaire de la Canche, dunes picardes plaquées sur l'ancienne falaise, forêt d'Hardelot et falaise d'Équihen, d'une superficie de 1 661 ha, altitude de 0  à   151 m 50° 36′ 17″ N, 1° 35′ 39″ E.
et un site Natura 2000 de type A défini en zone de protection spéciale (ZPS) : l'estuaire de la Canche, site de la directive « Oiseaux », d'une superficie de 5 032 ha, altitude de 0  à   84 m 50° 32′ 00″ N, 1° 33′ 00″ E.

#### Inventaire national du patrimoine géologique
Le territoire communal comprend le site de l'estuaire de la Canche. il est inscrit à l'inventaire national du patrimoine géologique.

#### Espèces faunistiques et floristiques
L'Inventaire national du patrimoine naturel (INPN) recense plusieurs espèces faunistiques et floristiques sur le territoire de la commune dont certaines sont protégées et d'autres menacées et quasi-menacées.

## Urbanisme

### Typologie
Au 1er janvier 2024, Lefaux est catégorisée commune rurale à habitat dispersé, selon la nouvelle grille communale de densité à sept niveaux définie par l'Insee en 2022.
Elle est située hors unité urbaine. Par ailleurs la commune fait partie de l'aire d'attraction d'Étaples - Le Touquet-Paris-Plage, dont elle est une commune de la couronne,. Cette aire, qui regroupe 21 communes, est catégorisée dans les aires de moins de 50 000 habitants,.

### Occupation des sols
L'occupation des sols de la commune de Lefaux est marquée par l'importance des terres arables (63,2 %). La répartition détaillée ressortant de la base de données européenne d'occupation biophysique des sols Corine Land Cover millésimée 2018 est la suivante : terres arables (63,2 %), prairies (19,1 %), forêts (12,9 %), zones urbanisées (3 %), espaces ouverts, sans ou avec peu de végétation (1,7 %). L'évolution de l'occupation des sols de la commune et de ses infrastructures peut être observée sur les différentes représentations cartographiques du territoire : la carte de Cassini (XVIIIe siècle), la carte d'état-major (1820-1866) et les cartes ou photos aériennes de l'IGN pour la période actuelle (1950 à aujourd'hui).

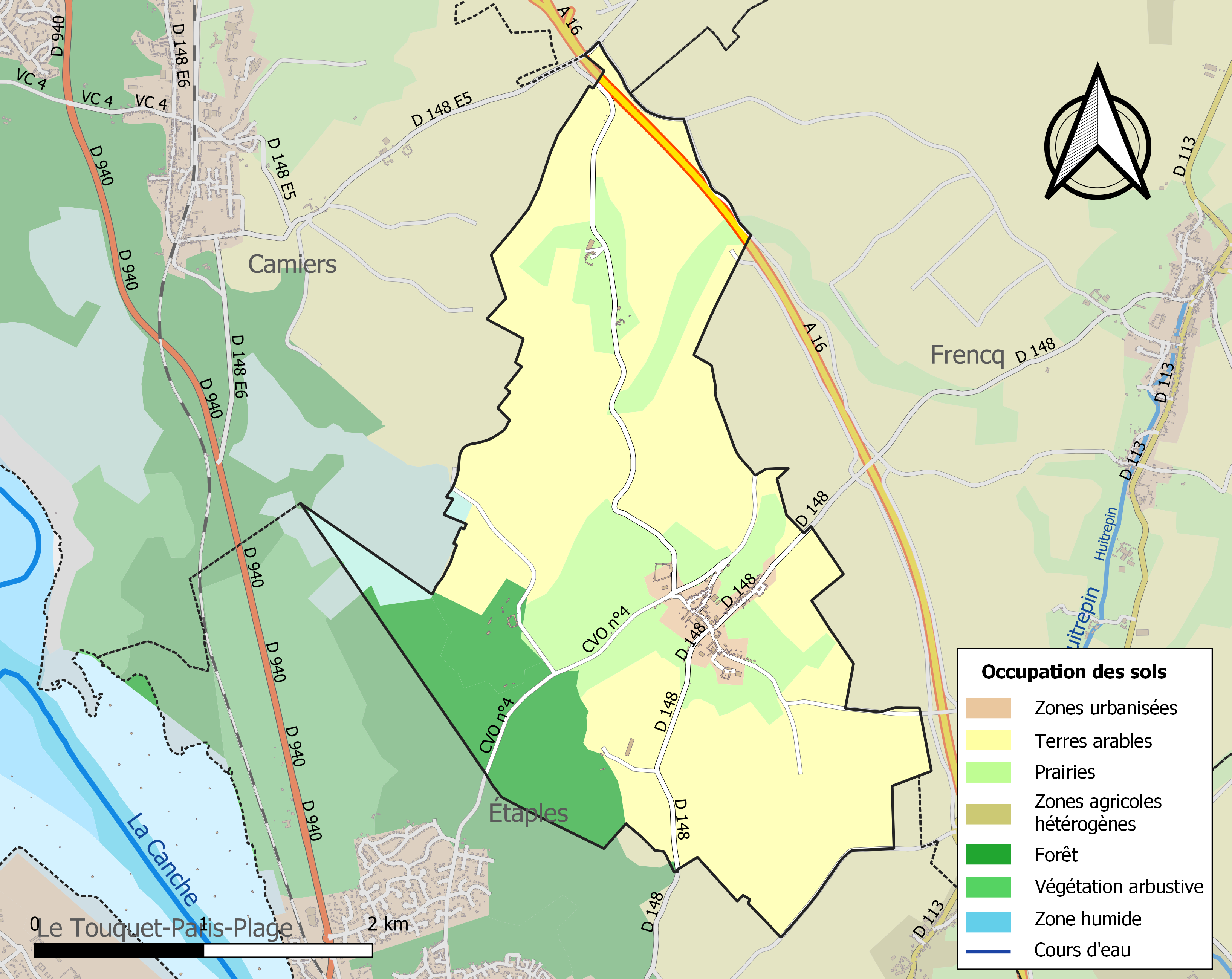
Carte des infrastructures et de l'occupation des sols de la commune en 2018 (CLC).

### Logement
En 2017, on dénombre à Lefaux 122 logements se répartissant en 83,1 % de résidences principales, 9,4 % de résidences secondaires et logements occasionnels et 7,5 % de logements vacants, répartis en 118 maisons (96,6 %) et 4 appartements (3,4 %). En l'espace de cinq ans, entre 2012 et 2017, le nombre de maisons a augmenté de 9 % soit + 10 et le nombre d'appartements a augmenté de 100 % soit + 2.
Les constructions des résidences principales, jusqu'en 2015, s'échelonnent comme suit : 26,6 % ont été construites avant 1919, 9,6 % entre 1919 et 1945, 14,9 % entre 1946 et 1970, 20,2 % entre 1971 et 1990, 23,4 % entre 1991 et 2005 et 5,3 % de 2006 à 2014.
En 2016, parmi ces résidences principales, 79 % sont occupées par leurs propriétaires, 18 % par des locataires et 3 % par des occupants à titre gratuit.
Au 1er janvier 2021, la commune ne dispose d'aucun hôtel et d'aucun camping.

### Planification de l'aménagement
La loi SRU du 13 décembre 2000 a incité fortement les communes à se regrouper au sein d'un établissement public, pour déterminer les parties d'aménagement de l'espace au sein d'un schéma de cohérence territoriale (SCoT), un document essentiel d'orientation stratégique des politiques publiques à une grande échelle.
Le schéma de cohérence territoriale (SCOT) du pays maritime et rural du Montreuillois a été approuvé par délibération du 30 janvier 2014.
En matière de planification, la commune dispose d'un plan local d'urbanisme (PLU) approuvé le 7 février 2002.
La Communauté d'agglomération des Deux Baies en Montreuillois (CA2BM) a engagé une démarche de planification de l'urbanisme à l'échelle de son territoire, sous la forme d'un PLU intercommunal (PLUi), en collaboration étroite avec les 46 communes. Le PLUi est un document de planification urbaine qui administre, à l'échelle des communes, les possibilités de construction et d'usage des sols. Il se substituera aux anciens documents d'urbanisme (PLU, POS, CC).
Le PLUI-H, regroupement du PLUi, plan local d'urbanisme intercommunal, et du PLH, programme local de l'habitat, traduit un projet commun de développement urbain et d'aménagement du territoire communautaire pour les 10-15 ans à venir. Il est bâti dans un objectif de développement durable et d'équilibre des espaces, de cohérence et d'optimisation des politiques publiques, visant à promouvoir une dynamique d'agglomération tout en préservant les spécificités de chaque commune.
Ce PLUI-H se déroule en 4 phases :
- Phase 1, 2019 à 2020, état des lieux, diagnostic et enjeux ;
- Phase 2, 2020 à 2022, projet d'aménagement et de développement durable ;
- Phase 3, 2022 à 2024, règlement et zonage :
- Phase 4, 2024 à 2025, avis des personnes publiques associées et enquêtes publiques[29].

### Voies de communication et transports

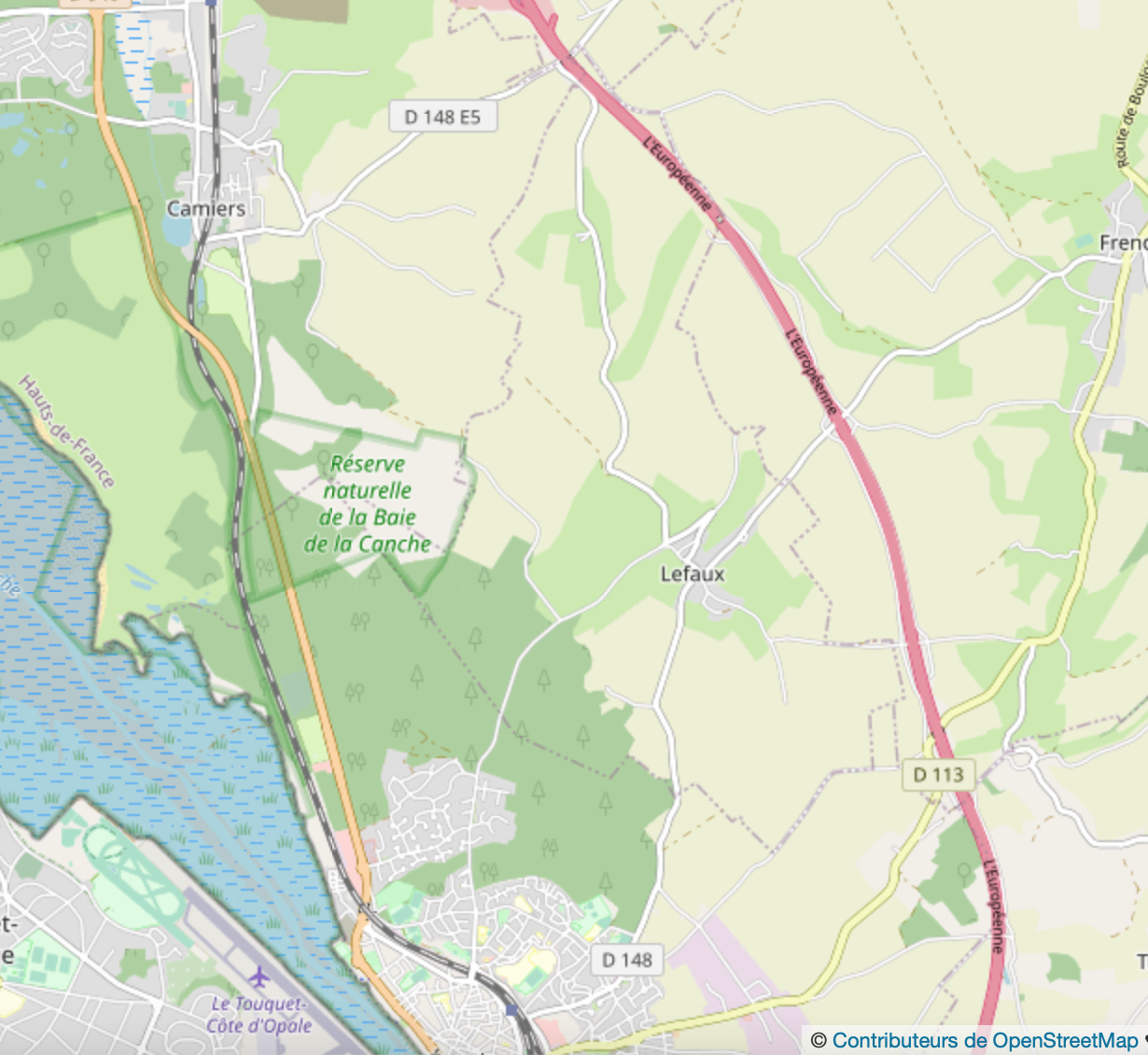
Lefaux (carte générale) - Voies de communication (routières et ferroviaire).

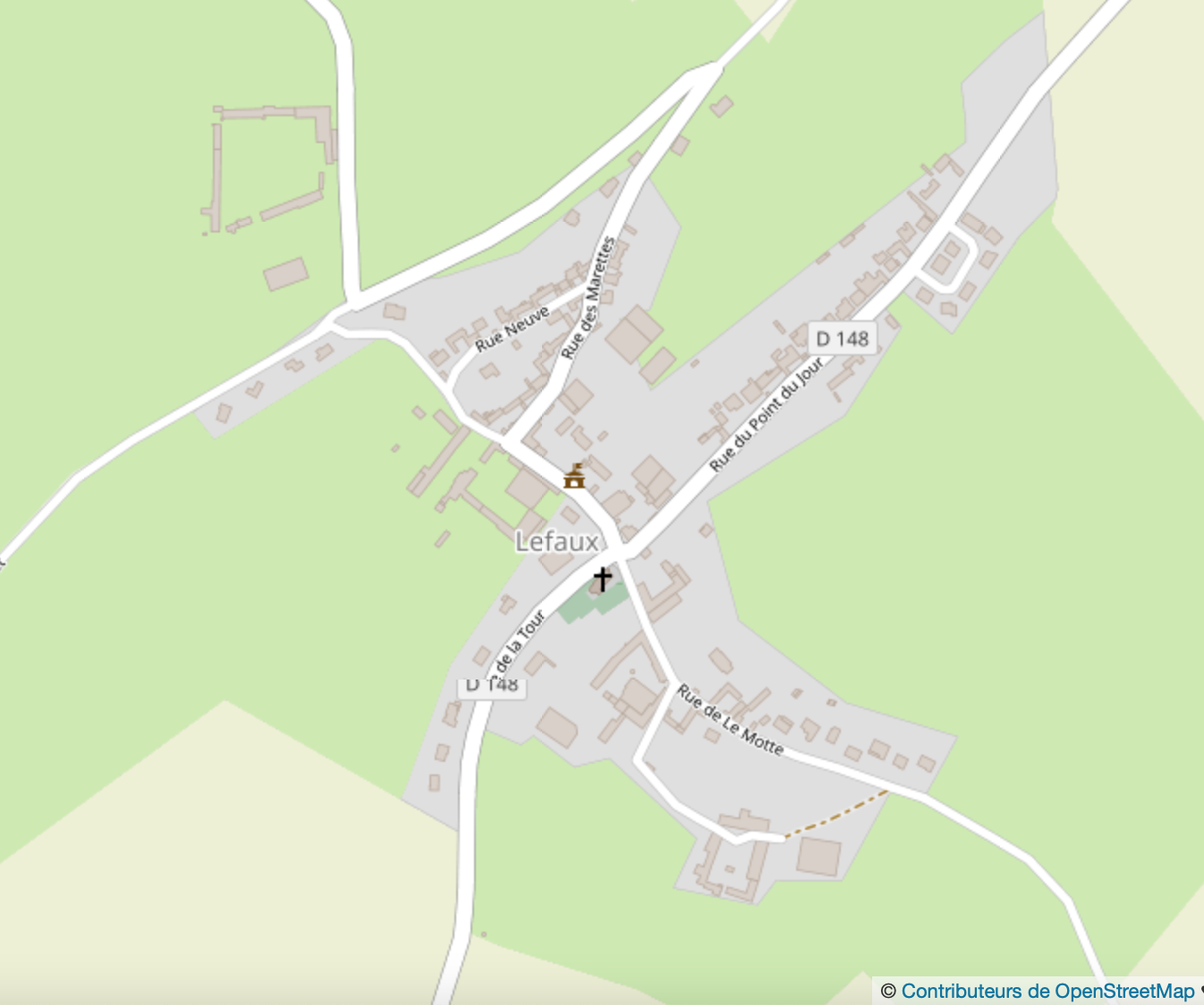
Les voies du village.

#### Voies de communication
La commune se situe sur la route départementale D 148 qui la traverse du nord au sud.
l'autoroute A16, mise en service le 15 mai 1998 traverse le territoire de la commune, qui est située à proximité des sorties no 26 et no 27, qui desservent également les communes d'Étaples et de Neufchâtel-Hardelot (trajet de 2 h 40 en venant du nord de Paris et 1 h 20 depuis Dunkerque).

#### Transport ferroviaire
La commune est située à proximité de la gare d'Étaples - Le Touquet (4,5 km), située sur la ligne Paris-Amiens-Boulogne et sur la ligne de Saint-Pol-sur-Ternoise à Étaples, qui est desservie par les réseaux TGV, TERGV (vers Calais et Lille) et TER.

#### Transport aérien
La commune est située à proximité de l'aéroport du Touquet-Côte d'Opale (7,4 km).

### Risques naturels et technologiques

#### Risque inondation
À la suite du passage des tempêtes Ciarán, Domingos et Elisa et des inondations et coulées de boue qui se sont produites, la commune est reconnue, par arrêté du 14 novembre 2023, en état de catastrophe naturelle pour inondations et coulées de boue sur la période du 2 au 12 novembre 2023, comme 179 autres communes du département.

## Toponymie
Le nom de la localité est attesté sous les formes Le Fauch (1477), Le Faulch (1553), Faulx (1559), Le Faux (1725) et Lefaux (1789).
L'origine du nom de la commune vient du picard fauch « mesure de terre ».

## Politique et administration

### Découpage territorial
La commune se trouve dans l'arrondissement de Montreuil du département du Pas-de-Calais.

#### Commune et intercommunalités
La commune est membre, depuis le 1er janvier 2017, de la communauté d'agglomération des Deux Baies en Montreuillois qui regroupe 46 communes et totalise 65 760 habitants en 2021.

#### Circonscriptions administratives
Elle fait partie du canton d'Étaples, depuis la loi du 22 décembre 1789 reprise par la constitution de 1791, qui divise le royaume (la République en septembre 1792), en communes, cantons, districts et départements. Dans le cadre du redécoupage cantonal de 2014 en France, elle demeure rattachée au canton d'Étaples, qui est alors modifié, passant de 19 à 15 communes,.

#### Circonscriptions électorales
Pour l'élection des députés, elle fait partie, depuis 1986, de la quatrième circonscription du Pas-de-Calais.

### Élections municipales et communautaires
Le conseil municipal de Lefaux, commune de moins de 1 000 habitants, est élu au scrutin majoritaire plurinominal à deux tours (sans aucune modification possible de la liste), pour un mandat de six ans renouvelable. Compte tenu de la population communale, le nombre de sièges à pourvoir lors des élections municipales de 2020 est de 11. 11 conseillers municipaux sont élus au premier tour avec un taux de participation de 66,96 %.
Dans les communes de moins de 1 000 habitants, les conseillers communautaires sont désignés parmi les conseillers municipaux élus en suivant l'ordre du tableau (maire, adjoints puis conseillers municipaux) et dans la limite du nombre de sièges attribués à la commune au sein du conseil communautaire,.
- Maire sortant : Geneviève Margueritte (SE)
- 11 sièges à pourvoir au conseil municipal (population légale 2022  : 222 habitants)
- 1 siège à pourvoir au conseil communautaire (CA des Deux Baies en Montreuillois)

| Tête de liste            | Tête de liste            | Liste                    | Premier tour | Premier tour | Premier tour | Sièges | Sièges |
| Tête de liste            | Tête de liste            | Liste                    | Voix         | %            | CM           | CC     |        |
| ------------------------ | ------------------------ | ------------------------ | ------------ | ------------ | ------------ | ------ | ------ |
|                          | Geneviève Margueritte    | SE                       | 79           |              | 11           | 1      |        |
|                          |                          |                          |              |              |              |        |        |
| Votes valides            | Votes valides            | Votes valides            | 146          | 97,33        |              |        |        |
| Votes blancs             | Votes blancs             | Votes blancs             | 1            | 0,67         |              |        |        |
| Votes nuls               | Votes nuls               | Votes nuls               | 3            | 2,00         |              |        |        |
| Total                    | Total                    | Total                    | 150          | 100          | 11           | 1      |        |
| Abstention               | Abstention               | Abstention               | 74           | 33,04        |              |        |        |
| Inscrits / participation | Inscrits / participation | Inscrits / participation | 150          | 66,96        |              |        |        |

#### Liste des maires
| Période                                  | Période                    | Identité              | Étiquette | Qualité |
| ---------------------------------------- | -------------------------- | --------------------- | --------- | --- |
| Les données manquantes sont à compléter. |                            |                       |           | |
| 1989                                     | En cours (au 25 mars 2022) | Geneviève Margueritte | UDI       | Domaine médical Conseillère générale (2011 → 2015) puis Conseillère départementale (2015 → ) Réélue pour le mandat 2014-2020, Réélue pour le mandat 2020-2026, |

### Jumelage
La commune de Lefaux n'est jumelée avec aucune ville.

## Équipements et services publics

### Eau et déchets

#### Prélèvements en eau et usages
En 2018, la commune n'a prélevé aucun m3 d'eau.

#### Services en production et distribution d'eau potable, assainissement collectif, assainissement non collectif
La Communauté d'agglomération des Deux Baies en Montreuillois (CA2BM) est compétente en matière de gestion de l'eau potable de la commune en gestion délégué, elle gère également l'assainissement collectif en gestion délégué et l'assainissement non collectif géré en régie.

#### Tarifs de l'eau
au 1er janvier 2020 les tarifs sont les suivants :
- Eau potable, pour une facture de 120 m3, le m3 est facturé 1,98 euro.
- Assainissement collectif, pour une facture de 120 m3, le m3 est facturé 3,43 euros.
- Assainissement non-collectif, pour un diagnostic de bon fonctionnement et d'entretien, le montant facturé est de 100 euros[48].

#### Gestion des déchets
La commune est à proximité de la déchèterie d'Étaples (4 km).
Un site de compostage est situé à Frencq (3 km) dont le maître d'ouvrage est Agriopale Services.

### Enseignement
La commune de Lefaux ne dispose pas d'établissement scolaire, les établissements les plus proches sont situés dans la commune d'Étaples (4 km).

### Postes et télécommunications
La commune ne dispose pas de bureau de poste.

### Santé
Les Lefausiens bénéficient, d'une part, des services du centre hospitalier de l'arrondissement de Montreuil (CHAM), situé à Rang-du-Fliers, à 20 km. Cet établissement, né en 1980, s'est agrandi depuis, il offre aujourd'hui plus de 900 lits et places, et d'autre part, de la clinique des acacias (à 7 km), ouverte en 1958, au hameau de Trépied, à Cucq. Cette clinique, créée en 1958, fait partie de la fondation Hopale, et dispose de 108 lits. Elle a un service spécialisé maternité de 1958 à 1998.

### Justice, sécurité, secours et défense

#### Justice
La commune relève du tribunal de proximité de Montreuil, du tribunal judiciaire de Boulogne-sur-Mer, de la cour d'appel d'Amiens et de Douai, du tribunal pour enfants de Boulogne-sur-Mer, du conseil de prud'hommes de Boulogne-sur-Mer, du tribunal de commerce de Boulogne-sur-Mer et du tribunal paritaire des baux ruraux de Boulogne-sur-Mer, Calais et Montreuil.

#### Sécurité
La commune est sur le territoire de la brigade de gendarmerie d'Étaples, située au no 1 avenue du Blanc-Pavé,.

#### Secours
La commune est à proximité du centre d'incendie et de secours (CIS) d'Étaples (4 km).

## Population et société

### Démographie
Les habitants sont appelés les Lefausiens.

#### Évolution démographique
L'évolution du nombre d'habitants est connue à travers les recensements de la population effectués dans la commune depuis 1793. Pour les communes de moins de 10 000 habitants, une enquête de recensement portant sur toute la population est réalisée tous les cinq ans, les populations de référence des années intermédiaires étant quant à elles estimées par interpolation ou extrapolation. Pour la commune, le premier recensement exhaustif entrant dans le cadre du nouveau dispositif a été réalisé en 2004.

En 2022, la commune comptait 222 habitants, en évolution de −7,5 % par rapport à 2016 (Pas-de-Calais : −0,72 %, France hors Mayotte : +2,11 %).
| 1793 | 1800 | 1806 | 1821 | 1831 | 1836 | 1841 | 1846 | 1851 |
| ---- | ---- | ---- | ---- | ---- | ---- | ---- | ---- | ---- |
| 181  | 191  | 219  | 270  | 301  | 307  | 299  | 311  | 335  |

| 1856 | 1861 | 1866 | 1872 | 1876 | 1881 | 1886 | 1891 | 1896 |
| ---- | ---- | ---- | ---- | ---- | ---- | ---- | ---- | ---- |
| 322  | 312  | 295  | 276  | 278  | 289  | 313  | 331  | 303  |

| 1901 | 1906 | 1911 | 1921 | 1926 | 1931 | 1936 | 1946 | 1954 |
| ---- | ---- | ---- | ---- | ---- | ---- | ---- | ---- | ---- |
| 287  | 254  | 266  | 238  | 237  | 225  | 233  | 216  | 209  |

| 1962 | 1968 | 1975 | 1982 | 1990 | 1999 | 2004 | 2006 | 2009 |
| ---- | ---- | ---- | ---- | ---- | ---- | ---- | ---- | ---- |
| 210  | 199  | 198  | 203  | 204  | 242  | 276  | 283  | 255  |

| 2014 | 2019 | 2022 | - | - | - | - | - | - |
| ---- | ---- | ---- | - | - | - | - | - | - |
| 239  | 234  | 222  | - | - | - | - | - | - |

#### Pyramide des âges
En 2018, le taux de personnes d'un âge inférieur à 30 ans s'élève à 32,5 %, soit en dessous de la moyenne départementale (36,7 %). À l'inverse, le taux de personnes d'âge supérieur à 60 ans est de 26,5 % la même année, alors qu'il est de 24,9 % au niveau départemental.
En 2018, la commune comptait 115 hommes pour 121 femmes, soit un taux de 51,27 % de femmes, légèrement inférieur au taux départemental (51,50 %).
Les pyramides des âges de la commune et du département s'établissent comme suit.
| Hommes | Classe d’âge | Femmes |
| ------ | ------------ | ------ |
| 0,0    | 90 ou +      | 0,0    |
| 7,0    | 75-89 ans    | 8,3    |
| 20,2   | 60-74 ans    | 17,5   |
| 23,7   | 45-59 ans    | 20,8   |
| 20,2   | 30-44 ans    | 17,5   |
| 12,3   | 15-29 ans    | 18,3   |
| 16,7   | 0-14 ans     | 17,5   |

| Hommes | Classe d’âge | Femmes |
| ------ | ------------ | ------ |
| 0,5    | 90 ou +      | 1,6    |
| 5,6    | 75-89 ans    | 8,9    |
| 16,7   | 60-74 ans    | 18,1   |
| 20,2   | 45-59 ans    | 19,2   |
| 18,9   | 30-44 ans    | 18,1   |
| 18,2   | 15-29 ans    | 16,2   |
| 19,9   | 0-14 ans     | 17,9   |

### Sports et loisirs

#### Sentiers pédestres
Un chemin de randonnée PR (Promenades & Randonnées) parcourt la commune, venant de Camiers en direction d'Étaples.

### Cultes
La commune dispose d'un lieu de culte, l'église Saint-Jean-Baptiste.
Le territoire de la commune est rattaché à la paroisse « Notre-Dame-de-Foy » au sein du doyenné de Berck-Montreuil, dépendant du diocèse d'Arras. Ce doyenné couvre 68 communes.

### Médias
Le quotidien régional La Voix du Nord publie une édition locale pour le Montreuillois.
La commune est couverte par les programmes de France 3 Nord-Pas-de-Calais. Jusqu'en 2014, on pouvait également recevoir les programmes d'Opal'TV. Actuellement, la commune est également couverte par BFM Grand Littoral.

## Économie

### Revenus de la population et fiscalité
En 2018, le revenu fiscal médian par ménage, de la commune de Lefaux, est de 20 350 €, pour un revenu fiscal médian en métropole de 21 730 €.

### Emploi
La commune de Lefaux fait partie, selon l'INSEE, de l'unité urbaine de Camiers, de l'aire d'attraction des villes d'Étaples - Le Touquet-Paris-Plage et de la zone d'emploi et du bassin de vie de Berck.
La commune est composée de 21,9 % de personnes n'ayant pas d'activité professionnelle (25,9 % en métropole), qui se décompose en retraités (6,8 %) et personnes n'exerçant pas une activité professionnelle, étudiants et autres inactifs (15 %).
En 2017, le taux de chômage est de 13,2 % alors qu'il était de 18,1 % en 2012. Sur 100 actifs, 86 travaillent dans une autre commune que leur commune de résidence.

### Entreprises et commerces
Au 31 décembre 2018, la commune de Lefaux comptait 10 établissements (hors agriculture) : 1 dans l'industrie, 1 dans la construction, 1 dans le commerce de gros et de détail, transport, hébergement et restauration, 2 dans l'activité immobilière, 4 dans le secteur administratif et 1 dans les autres activités de services.
En 2019, 2 entreprises ont été créées.

#### Agriculture
La commune de Lefaux fait partie de la petite région agricole du « pays de Montreuil ».
En 2010, on comptait 7 exploitations agricoles, pour une superficie agricole utilisée de 745 hectares, dont 4 exploitations avec un cheptel de vaches laitières et de vaches nourrices.

## Culture locale et patrimoine

### Lieux et monuments
- Le monument aux morts, surmonté d'une croix latine[68].

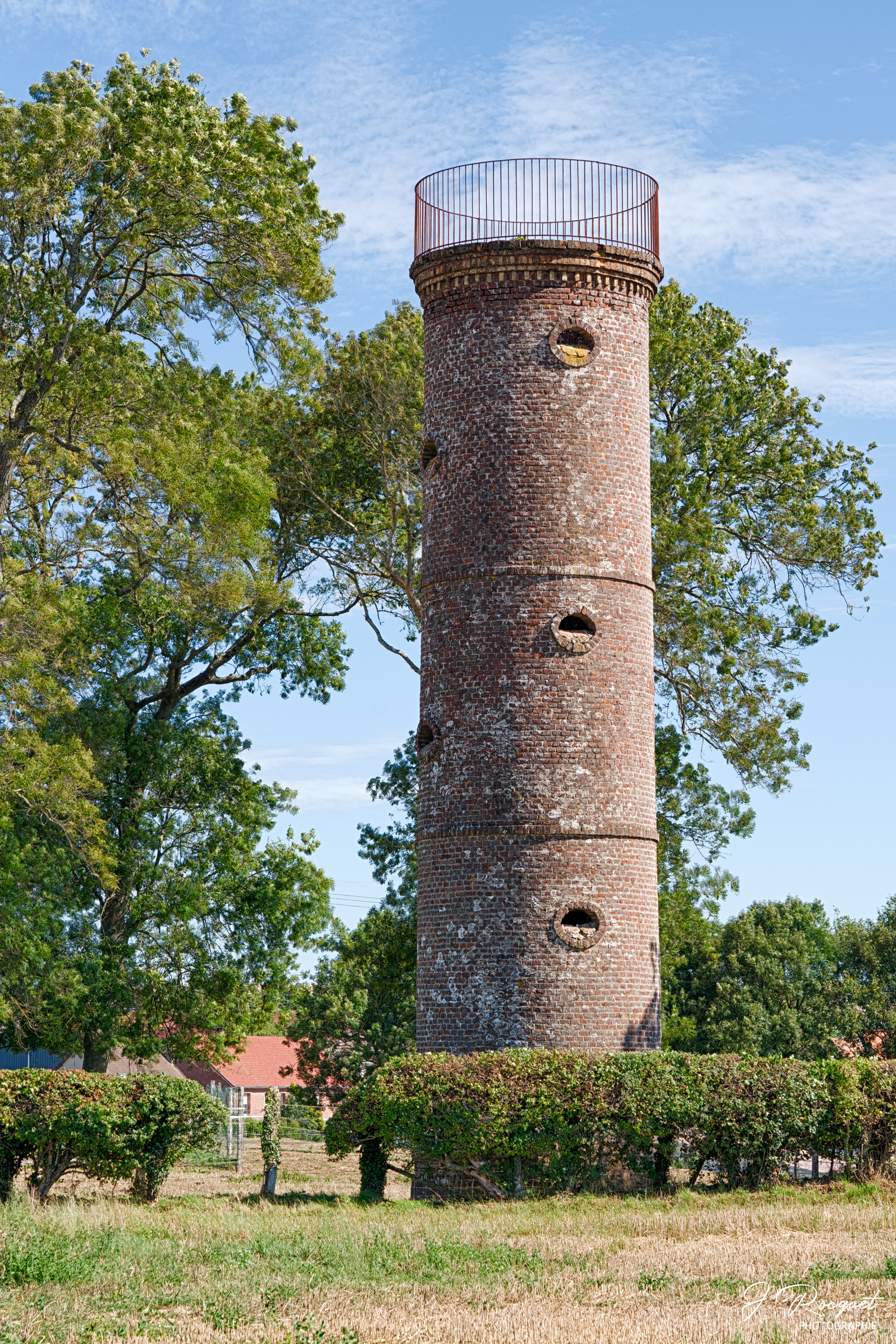
La tour-belvédère de Lefaux

- La tour-belvédère. Cet édifice privé est une curiosité plutôt rare dans la région. C'est une tour ronde en brique surmontée d'un garde-corps métallique. Sa finalité reste à préciser. Bien que parfaitement visible de la route, son accès est exclusivement privatif et n'est possible que par la propriété attenante. Une étude est en cours afin de déterminer son histoire et sa véritable destination.

La tour est parfois considérée à tort comme ayant fait partie du réseau télégraphique de Chappe. Sa position géographique est en effet assez proche de la ligne Boulogne - Eu d'où une possible confusion avec la tour de La houlette mais qui, elle, était carrée.

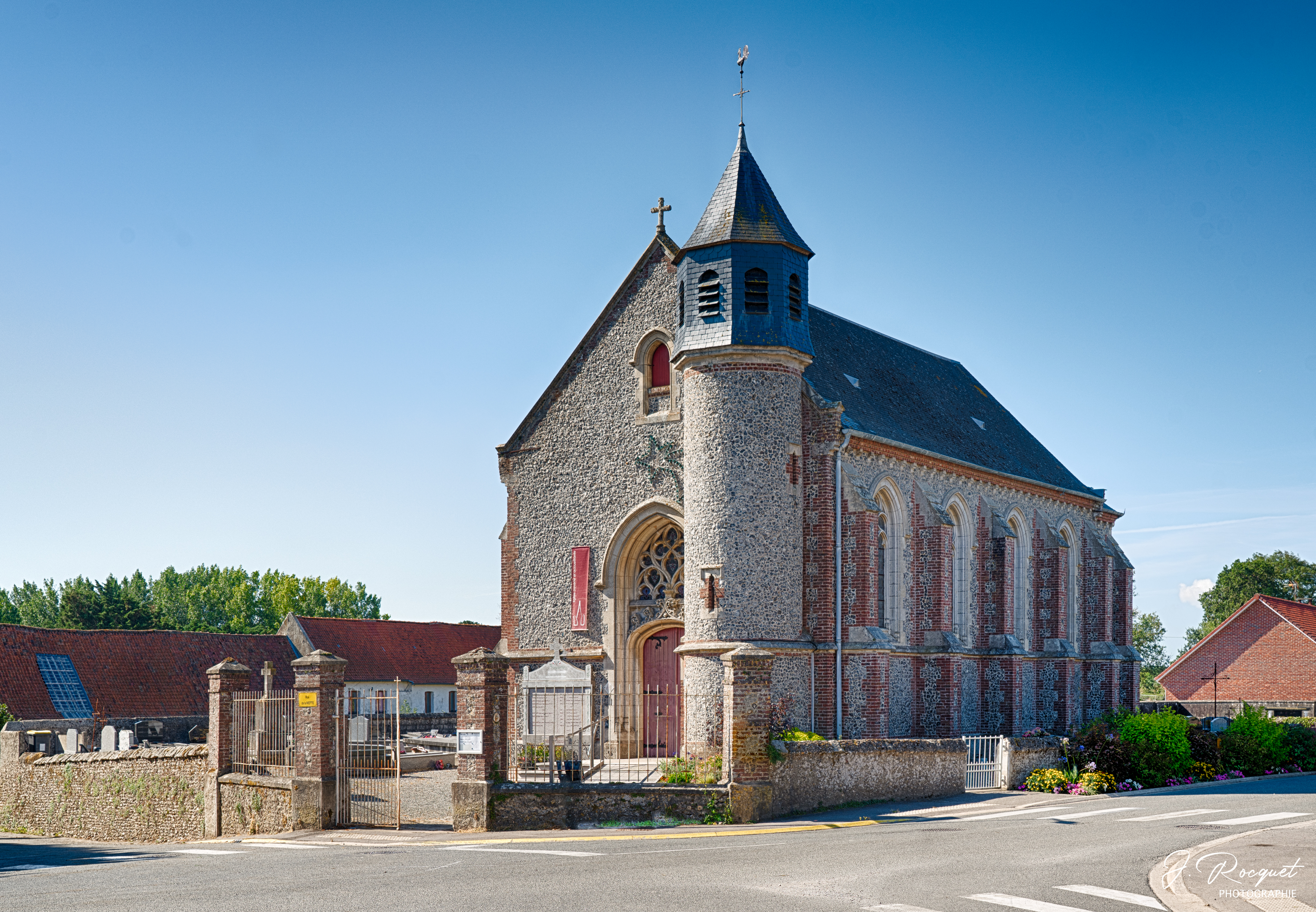
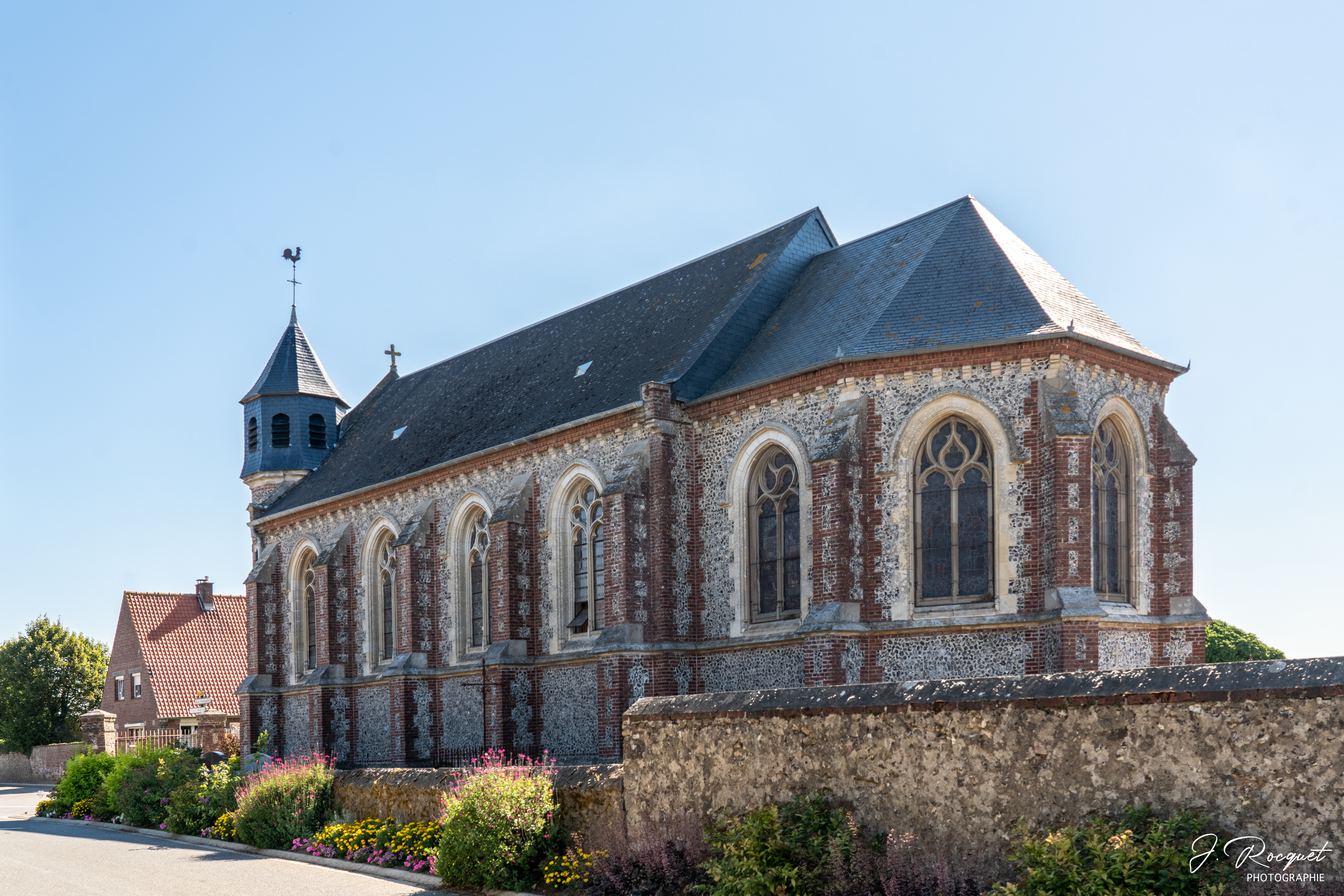

- L'église Saint-Jean-Baptiste est située au croisement du chemin de la Motte et de la rue du Point-du-Jour. Elle est accessible au public.

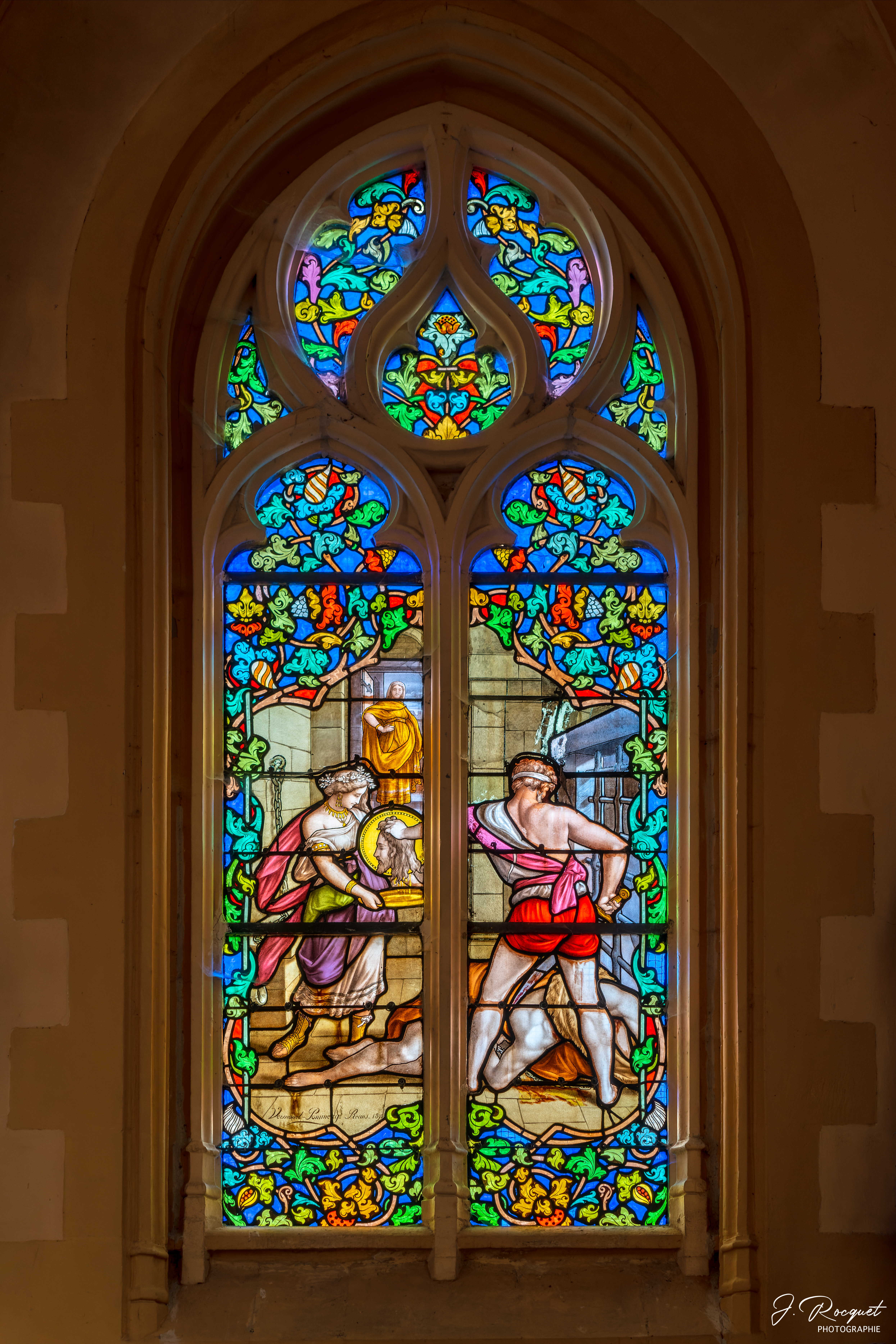
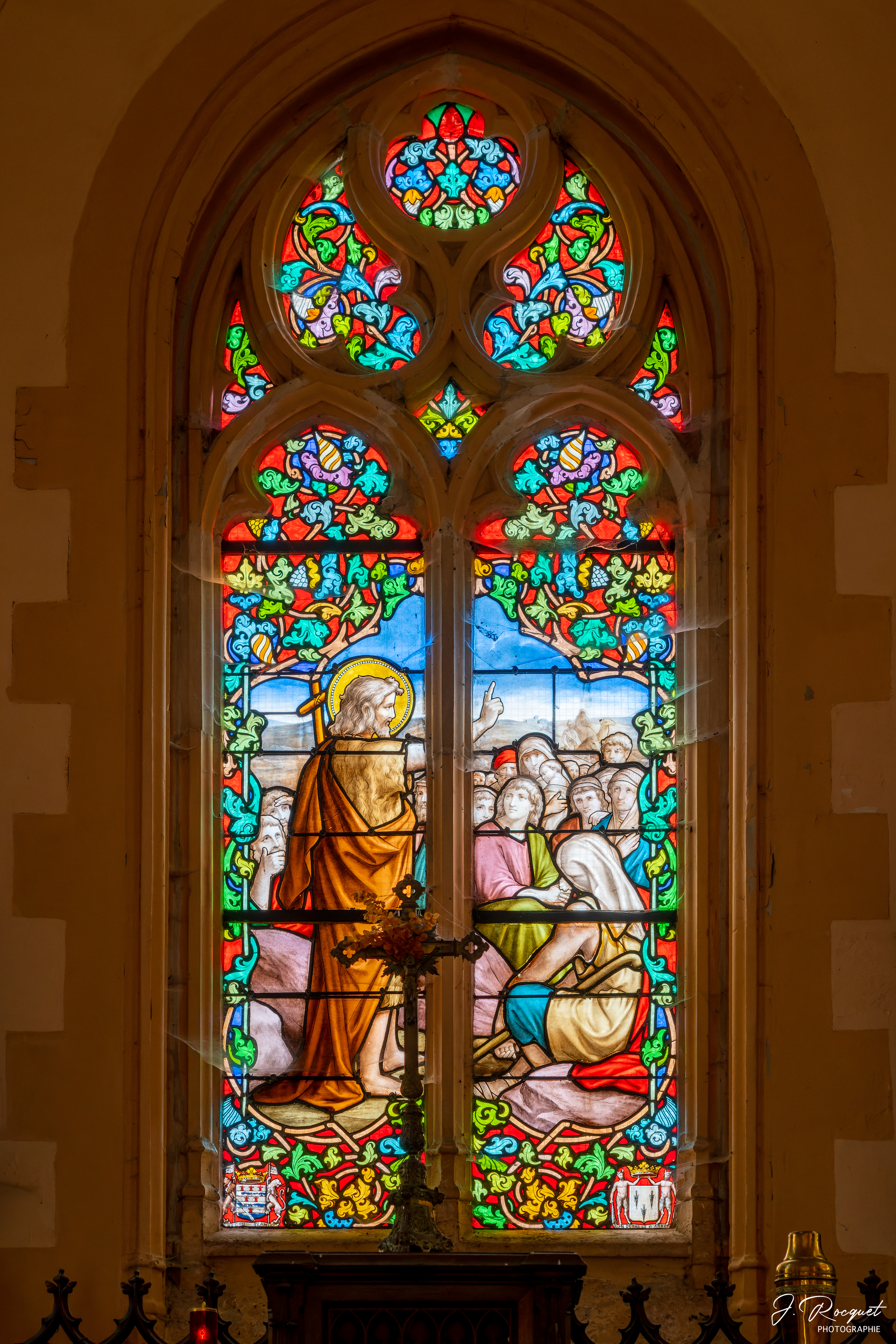
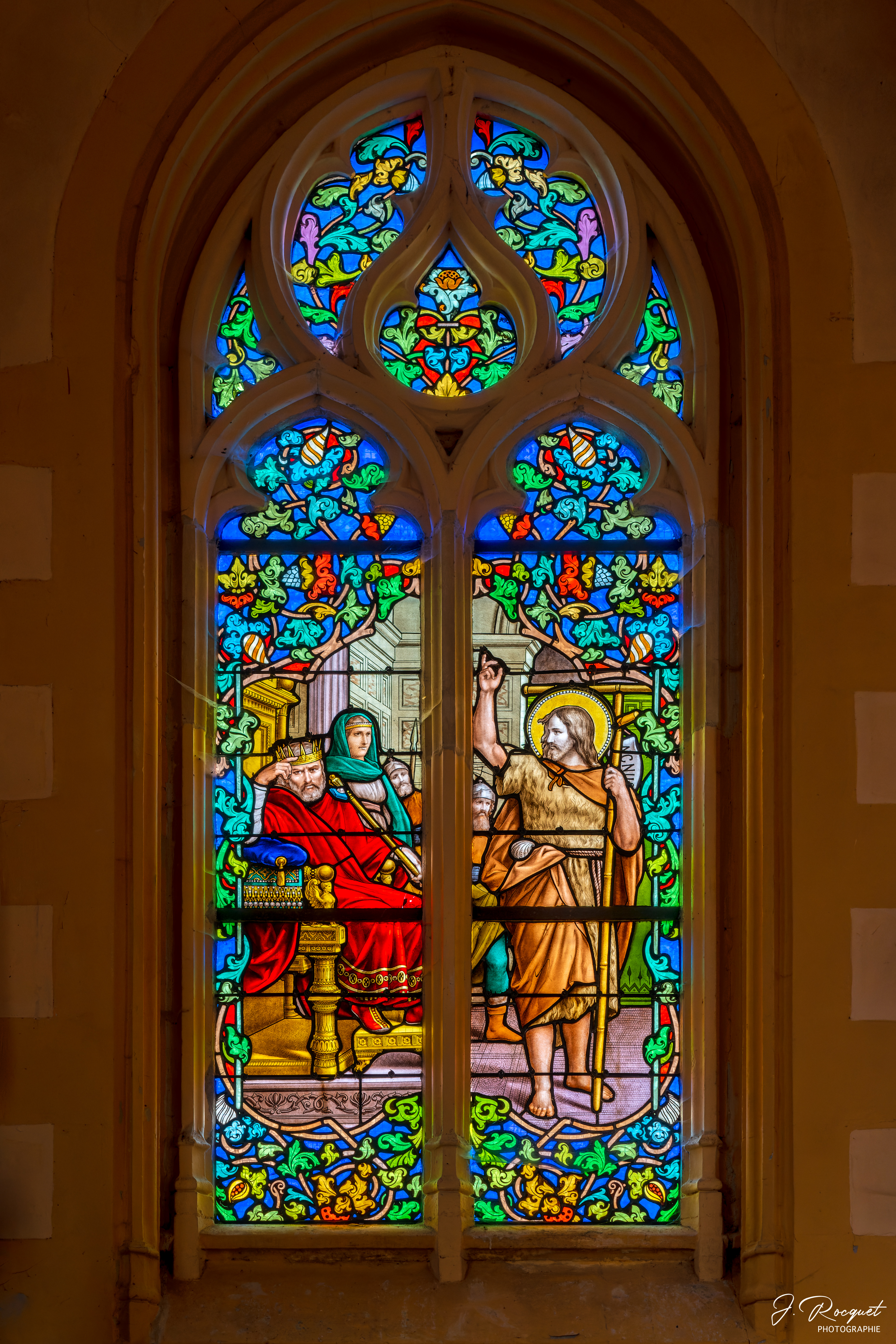
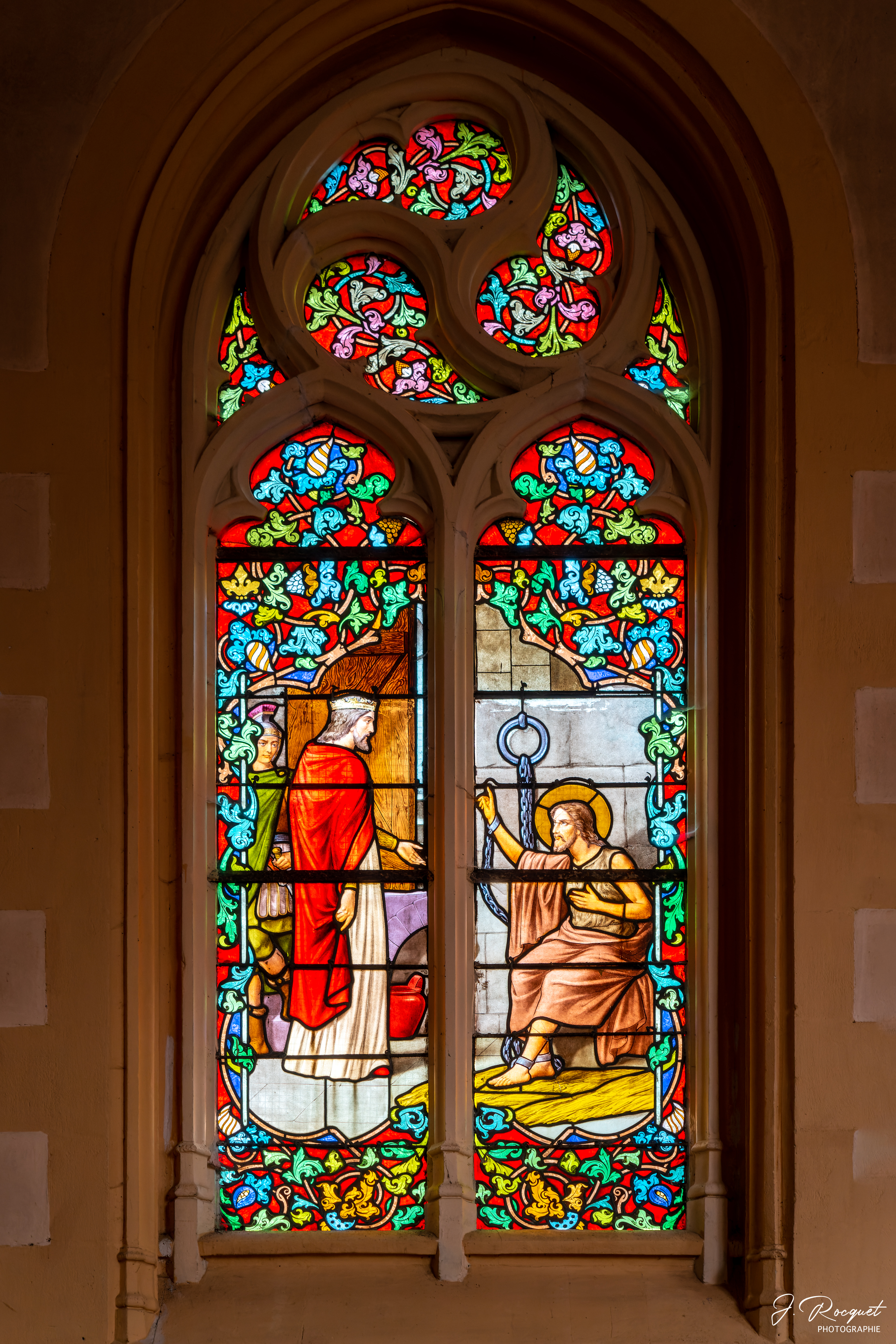

Sa construction, sur les plans de l'architecte Clovis Normand, au XIXe siècle, est en briques et en silex coiffée d'un toit d'ardoises. L'ornementation gothique est, quant à elle, réalisée en pierre de taille. Le chœur est éclairé par quatre vitraux réalisés à Reims en 1892 dans les ateliers Vermonet-Pommery ainsi qu'indiqué par la signature sur l'un d'entre eux.

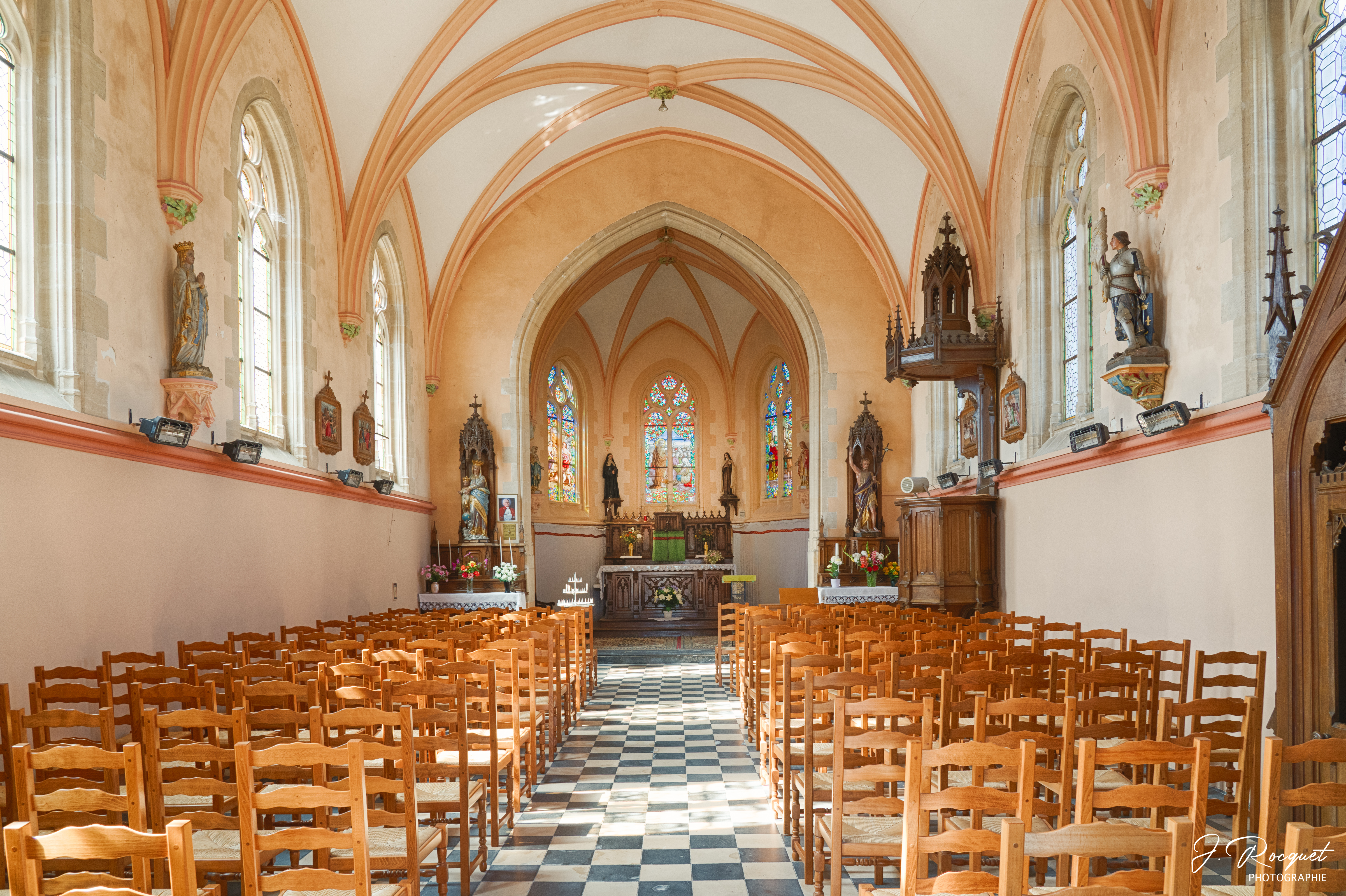
La nef et le chœur.
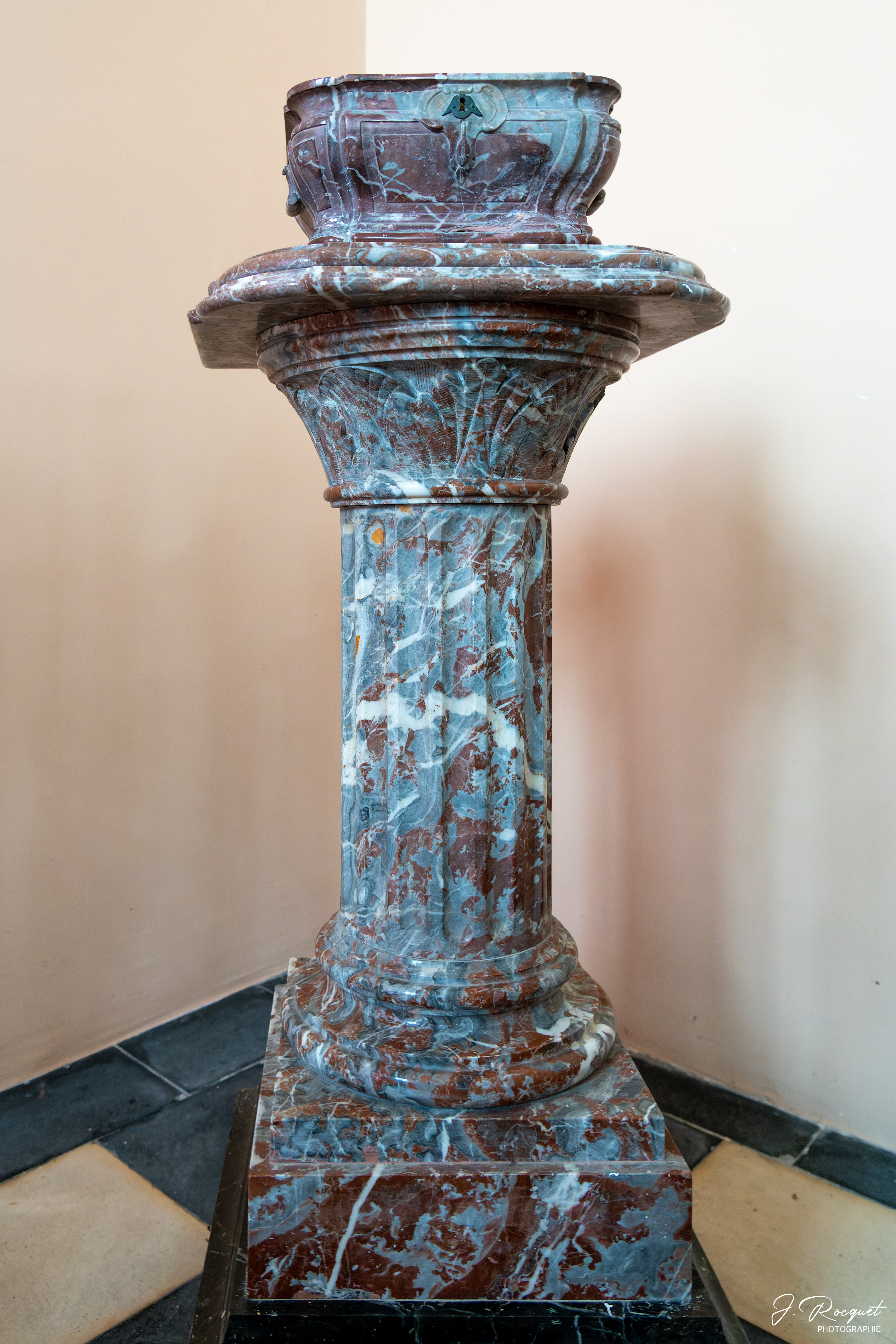
Fonts baptismaux MH[71].

Le vitrail central du chœur présente à sa base deux blasons : à gauche celui de la famille de France portant la devise « Recto tramite » (« Droit chemin ») et à droite celui de la famille de Rocquigny portant la devise « Rien de bas ne m'arreste ».

### Héraldique
| Blason de Lefaux | Blason  | Parti : au 1er d'argent à trois rocs d'échiquier de sable, au 2d de gueules à une croix ancrée d'or. |
| Blason de Lefaux | Détails | Le premier parti représente les armes parlantes des De Rocquigny : « d'argent à trois rocs d'échiquier de sable », et le second celles de la famille d'Isques, dont les couleurs ont été inversées. Le statut officiel du blason reste à déterminer. |

## Pour approfondir

#### Bases de données, dictionnaires et encyclopédies
- Ressources relatives à la géographie :   - Insee (communes)
  - Ldh/EHESS/Cassini
- Ressource relative à plusieurs domaines :   - Annuaire du service public français
- Notices d'autorité :   - BnF (données)